# 黒岩村 (群馬県)
黒岩村（くろいわむら）は、群馬県の南西部、甘楽郡に属していた村。現在の富岡市黒岩地区に相当する。

## 地理
- 河川：高田川

## 歴史
- 1889年（明治22年）4月1日 - 町村制施行により、上黒岩村、下黒岩村、黒川村、別保村が合併し北甘楽郡黒岩村が成立する。
- 1950年（昭和25年）4月1日 - 北甘楽郡が甘楽郡と改称する。
- 1954年（昭和29年）4月1日 - 一ノ宮町、高瀬村、額部村、小野村とともに富岡町へ編入、即日市制施行し富岡市となる。

## 交通

### 道路
- 国道254号（富岡バイパス）
- 群馬県道10号前橋安中富岡線

## 名所・旧跡
- もみじ平総合公園
- 黒岩神社